# Centrale hydroélectrique de Keltti

La centrale hydroélectrique de Keltti (finnois : Keltin voimalaitos) est une centrale hydroélectrique située dans le quartier Keltti à Kouvola en Finlande,.

## Caractéristiques
La construction de la centrale, conçue par Bertel Liljequist, s'est achevée en novembre 1939.
Elle a le même style dépouillé que les bâtiments d'usine conçus par Bertel Liljeqvist. 
En 1972, le pont de la route nationale 6 a été construit du côté sud de la centrale électrique.
La centrale a été rénovée en 2010.